# Jean Adam (jésuite)
Pour les articles homonymes, voir Jean Adam (homonymie) et Adam (homonymie).
Jean Adam, né à Limoges en 1608 et mort le 12 mai 1684, est un prédicateur et controversiste qui lutta contre les calvinistes et les jansénistes (et s'en prit même aux dogmes de Saint Augustin).

## Biographie
A écrit Les Pseaumes de David en latin & en franc̜ois.
En 1650, Noël de La Lane (1618-1673), un proche d'Arnauld, publie une Défense de saint Augustin contre un sermon du P. Adam, jésuite où il attaque les positions molinistes du jésuite.